# 守分寿男
守分 寿男（もりわけ としお・1934年（昭和9年）1月9日 - 2010年（平成22年）12月27日）は、北海道放送（HBC）に所属していたテレビディレクター・映像プロデューサーである。

## 来歴
- 大分県竹田市生まれ。父・美壽太は岡山県生まれで全国の旧制中学で教鞭をとり、戦後、砂川高等学校や月寒高等学校の校長を務めた。
- 1957年小樽商科大学卒業後、HBC入社。『東芝日曜劇場』を中心に数々のテレビドラマを演出・プロデュースする。
- 単発ドラマ枠としての日曜劇場終了後は報道制作局長や常務取締役などを歴任したが、1997年にHBCを退社しフリーの演出家・映像プロデューサーとなる。
- 2004年4月、劇団民藝の舞台公演『巨匠』を演出。
- 2008年2月、エッセー集『さらば卓袱台 -テレビドラマの風景-』（かもがわ出版）を発表。
- 2009年、第35回放送文化基金賞（個人・グループ部門）を受賞。
- 2010年12月27日、硬膜下血種のため札幌市内の病院にて死去。76歳没。
- 2019年1月12日～3月31日、市立小樽文学館にて展覧会「守分寿男全仕事」が公開。

## エピソード
- HBCや札幌ドームの社長を務めた長沼修は守分の部下にあたる。
- 倉本聰は東京から北海道に移住したきっかけのひとつとして守分の名を挙げており、「自分の意見をしっかりと出す人で大いに刺激を受けた」とコメントしている[1]。
- アルペンスキー元日本代表の平澤岳は甥にあたる。

## 主な作品
参考資料：テレビドラマデータベース

### 東芝日曜劇場
- 日々の微笑（1964年1月7日）
- 川（1964年11月15日）
- 母の童話（1967年7月30日）
- わかれ（1967年11月19日）
- 女房の眼鏡（1968年11月17日） - HBC製作回における、初のカラー（VTR収録）作品
- 羽音（1969年12月14日）
- 流氷の原（1970年6月7日）
- 銀の海（1971年4月25日）
- 風船の上がる時（1972年1月30日） - 日本民間放送連盟賞優秀賞作品
- でんでん太鼓（1972年）
- ばんえい（1973年9月30日）
- りんりんと（1974年9月8日）
- うちのホンカン（1975年5月18日）- 日本民間放送連盟賞優秀賞作品
  - ホンカンがんばる～うちのホンカンPART2～（1975年10月19日）
- 幻の町（1976年2月8日） - 文化庁芸術祭優秀賞作品
- ひとり（1976年11月14日）
- 時計（1977年11月13日）
- 遠い絵本（1979年8月12日～8月19日）
- あかねの空（1980年9月21日）
- コスモス（1981年9月20日）
- かげろうの花（1983年9月4日）
- 林檎の木の下で（1989年7月30日）

### その他のドラマ
- 不知道（1962年11月30日）
- 望郷（1979年2月17日）
- 悠々たる天（1984年12月2日）

### ドキュメンタリー
- ヒューマンドキュメンタリー いのちの記憶〜小林多喜二・二十九年の人生〜（2008年） - 文化庁芸術祭大賞受賞作品